# 絶対平和大作戦
『絶対平和大作戦』（ぜったいへいわだいさくせん）は、小椋アカネによる日本の少女漫画作品。白泉社発行の『LaLa DX』にて2007年9月号から2010年11月号にかけて掲載されたファンタジー・ラブコメディ。

## 概要
当初は、別作品を掲載予定だったものの製作に行き詰まり、急遽読み切りとして掲載される。その後、読者アンケートでの反響を受け、2008年1月号より連載をスタートし、2010年11月号にて完結。全4巻の単行本では巻末に『絶対平和大作戦 EXTRA』のタイトルで、短編・若しくは四コマの描き下ろしが収録されている。19世紀終わりから20世紀初頭の文明レベルで想定された世界観となっているが、節々に現代的な部分が見受けられる。
登場人物はほぼ全員が新旧の聖書上の人物を捩って名付けられているが、キャラクターのモデルではない。 

## ストーリー
国境を巡って長く争う南北の2国、メテオラの王子―ヨハネとカナンの王女―ユーダは恋に落ち、両国王に訴えて和平が成立。婚約した2人は国境の町―ジュデッカのナルド離宮で仲睦まじく暮らしていた…というのは表向き。ユーダを気に掛け、実はクーデターまがいの交渉で和平を実現したヨハネだったが、容姿とは裏腹に明け透けで乱暴な言動から、暴力を嫌う生真面目なユーダとは犬猿の仲。それでも平和の為、ヨハネを疎む兄―ヨシュアや旧ジュデッカ王族の陰謀をどうにか乗り越える内、いつしか互いに想い合うようになった2人は、本当の恋人同士になって行く。

## 登場人物
ユーダ・アマルナ・エル・カナン
年齢：17歳 / 身長：156cm（自国の平均身長を下回るため、気にしている模様）
跳ねやすいくせっ毛の黒髪に黒い瞳、小柄なカナン国の第一王女。12人の兄を持つ末っ子で、第四夫人―ユディトの唯一の遺児であり王女。お陰でほ殆どの兄と、特に父王からは溺愛されて後宮で育った所為か箱入りで、恋愛事の自覚が遅かったり、照れ隠しが多彩な攻撃技のオンパレードというツンデレ。序盤では、ヨハネが度々肩透かしを食らっている。
暴力や王女の立場に真摯で、悪に対しては物怖じしないあまりに説教や無茶も多く、その生真面目さからか公務以外では無愛想。だが公平な精神の持ち主で、戦中から国籍を問わず怪我人には手を差し伸べている。また和平前は戦地の病院に、和平後はナルド離宮での無料診察に医師見習いとして参じる姿から、自国民や国営放送では聖女と讃えられている。本人も教養としてダンスとギターに護身術も習ってはいるが、医師を目指してカナンの医師仮免許試験に合格、見習い医師として認められている。
単行本の描き下ろしでは3歳の時、ちーちーと呼ぶ父王（兄達はにーにー）の趣味で猫耳付きフードを被り、ヨハネとカナンの城の庭園で出会う様子が描かれている。が、その幼さからヨハネを記憶してはおらず、亜麻色の髪の王子への憧れに留まっている。
ヨハネ・ド・メテオラ
年齢：19歳 / 身長：187cm
亜麻色の髪に青い瞳を持つ、メテオラ国第二王子。趣味は釣りで、その育ちから王子らしい見た目に反しサバイバル派。粗暴な言動から、ユーダには「中身は品位の欠片もない単細胞なヤンキー」と軽蔑されていた時期もある。ユーダ以前の女性遍歴は、モテるが工作員だったりフラレたりと長続きしない散々なもので「あまり見る目がなかった」と部下からユーダの目前で暴露されたり、作者からも「土下座が似合う」と評されているなど、節々でヘタレ扱いされている。が、ユーダとの婚約や和平の象徴としてナルド離宮に居を構えてからは、ジュデッカの警備責任者も務めている。
王族として特別扱いされるのを嫌い、自力で入学した寄宿制の王立士官学校では卒業まで身分を隠して過ごし、その後も最前線で陣頭指揮に当たって劣勢を覆すなどの数々の戦績に加え、容姿端麗・文武両道なこともあってメテオラ国内では英雄と讃えられるカリスマ。国営放送や戦場での出会いでユーダを気に入り、偽装恋愛により戦争を終結する案を持ち掛ける。しかし実際は、自身の前線兵からの人気を利用し、出兵拒否を盾に両国王へ秘密裏に交渉して終戦を実現させている。その為、その影響力を恐れる武器商人、隙を伺っていた第三国など敵は多く、常に命を狙われている。特にヨシュアには幼少時より、実の兄弟でありながら憎まれている。

### カナン
南に位置する砂漠の国で、ユーダの故国。その強い日差しから身を守るために男性はターバン、女性はフード付きの外套を常用している。曲刀など服飾や建築のモデルは北アフリカから中東に掛けて。国民はほぼ黒髪に黒い瞳だが幾つかの部族から成り立っており、国王による専制政治の形態ではあるが、一夫多妻である国王が第一から第三夫人は三大部族からそれぞれ迎えるなど制約もある。第四夫人以降が、国王の自由。 次期後継者は明らかにされていない。
イスマイル
年齢：35歳
カナン国第一王子にして、国最強を謳われる豪快な将軍。第一夫人の長男で母は違うが、ユーダをとても可愛がっている。
ザカリア
年齢：29歳
カナン国第四王子にして、将軍―イスマイルの煌びやかな副官。第二夫人の長男で母は違うが、ユーダをとても可愛がっており、時にさり気ないフォローや手回しで助けてくれる。ユーダの性格を冷静に分析して偽装恋愛を見抜くが、2人の様子から黙認している。
リベカ
年齢：24歳
真ん中分けの前髪でややおっとりした、ユーダの腹心の侍女。ラケルと揃って、実妹同然に愛し仕えているユーダの為には、どんな事も厭わない。兄達の妃を目指して後宮に入れられたものの、ユーダに懐かれて今に至る。ヨハネからは「侍女A」と呼ばれている。
ラケル
年齢：24歳
おかっぱ頭をした押しの強い、ユーダの腹心の侍女。リベカと揃って、実妹同然に愛し仕えているユーダの為には、どんな事も厭わない。その為、ユーダを思ってヨハネを密入国させたり、側を離れたのを悔やんだりするなど、やや溺愛気味。兄達の妃を目指して後宮に入れられたものの、ユーダに懐かれて今に至る。ヨハネからは「侍女B」と呼ばれている。

### メテオラ
森と湖が多く点在する北の国で、ヨハネの故国。主な服飾がドレスやスーツ・軍服に細剣と、国民も髪や瞳の色素が薄いなど、モデルはヨーロッパ諸国。国王は存在するが、やや議会中心で統治されている。
ヨシュア
年齢：28歳
メテオラ国第一王子で、次期王位継承者。幼い頃から病弱ながらも、美しく強い姉―マグダルやヨハネへの劣等感、両親に認められたいという思いから、勉学・政務に並々ならぬ努力を重ね、アンナと政略のみの結婚もしている。が、それでもより絶大な人気を誇り、時期王の呼び声も高いヨハネを妬み、その失脚を狙っている。
マリア・マグダル
年齢：32歳 / 身長：182cm
メテオラ国第一王女にして、海軍元帥。幼馴染みのラファエルを夫に持つ、ウェーブヘアのゴージャスな美女。息子―ダニエルをもうけながらも変わらぬ美貌やプロポーションを始め、兵士顔負けの武力、ヨハネとの訓練でも容赦なく骨折させる豪放さにより、女性の部下達からの人気は高い。ヨハネは否定的だが、周囲によれば顔立ちはよくヨハネと似ている。
ラファエル
年齢：29歳
幼馴染みのマグダルの夫で、ダニエルの父。首元で束ねた長髪に眼鏡の教授。ヨハネの家庭教師や士官学校時代の教師も務めた事で、ヨハネにとっては頭の上がらない人物だが、ラファエル自身はヨハネを案じて忠告に訪れるなど、可愛がっている。
ダニエル
年齢：3歳
祖父のメテオラ王に溺愛されている、マグダルとラファエルの息子。愛くるしい姿で賢く、無邪気に慕う甥にヨハネも骨抜きだった。が、ダニエルがユーダに懐いてからは取り合いになり、時折ヨハネとは小競り合いになっている。
アンナ
年齢：25歳
そばかすの浮かぶ顔にロングストレートの赤毛の、素朴なヨシュアの妻。対カナン同盟のための政略結婚だったが、ヨシュアを心底から案じて献身的に世話をしている。
ルカ
年齢：26歳
赤毛で、ミカエルと並ぶヨハネの腹心の部下。士官学校の中等部時代は問題児で、ヨハネを締めに来て返り討ちにあって以来の付き合い。やや押しに弱い性格の様子。
ミカエル
年齢：26歳
短髪で、ルカと並ぶヨハネの腹心の部下。士官学校の中等部時代は代表兼寮長を勤めた優等生で、ヨハネを締めに来たルカが、返り討ちにあった場に居合わせて以来の付き合い。

### ジュデッカ
メテオラとカナン間に位置する国境の街。戦時中はその立地から激戦地であったが、ユーダとヨハネが暮らしているなど現在では和平の象徴となっている。元は亡きジュデッカ王国の聖地で、今も旧ジュデッカ国民が巡礼に訪れる。作中の昔話によれば、地下資源に恵まれた土地柄から、メテオラとカナンの戦争発端の一因だったとも取れる。モデルはスペインのアンダルシア地方とポルトガル近辺。
エレミヤ・ナセル
年齢：23歳
薔薇の町―アザリエ一帯に私有地を構える、旧ジュデッカ王家の末裔であるナセル家の令息。世間的には暴力を厭う、温厚な慈善家の好青年。旧ジュデッカ国民を貧窮から救いたいと王家復興を目指しているものの、冷酷な父のやり方に、王家滅亡の教訓から従いながらも疑問を抱いている。その迷いから、時折ユーダやヨハネを助けるような言動を取ってしまう。
エリヤ・ナセル
旧ジュデッカ王家の末裔で、エレミヤの父。戦時中はメテオラ・カナンの両王家に金貸しをしたり、借金の減額を条件にエレミヤとユーダの婚姻をカナン王家に持ち掛けたり、カスパールを始めメテオラ王宮にも出入り可能と、幅広い人脈や経済力を持つ遣り手。王家復興とジュデッカ奪還を願って、メテオラ・カナン両国を陥れるためにヨハネを狙う非情な人物。

### その他
トマス・カスパール
メテオラ有数の実業家とは表の顔で、マスコミにも強い影響力を持つ大物武器商人。戦争を終結させてしまったヨハネが目障りで、テロリストやヨシュア、ナセル家と組んで色々と画策している。
イザベル
セミロングのストレートヘアをした、すらりとした美女。カスパールの娘と名乗ったが、実は取引相手のテロリスト。カスパール邸に警備で詰めたヨハネとの仲を、ゴシップ記事メインの三流タブロイド誌―ジュデッカ・デイリーにスクープされた為、ユーダのコンプレックスの種になる。
ジーベル
ヨハネの従者に紛れた工作員。メテオラ側の従者では数少ない、ユーダに好意的に接していた人物。
また、まだネーミング方針が決定前の読み切り時のキャラクターだったため、唯一ゲーテのファウストから命名されている。

## 書籍情報
- 小椋アカネ 『絶対平和大作戦』 白泉社〈花とゆめコミックス〉、全4巻

1. ISBN 978-4592184126（2008年8月10日発行、2008年8月5日発売）
2. ISBN 978-4592184133（2009年6月10日発行、2009年6月5日発売）
3. ISBN 978-4592186489（2010年4月10日発行、2010年4月5日発売）
4. ISBN 978-4592186496（2011年2月10日発行、2011年2月4日発売）